# 육도 (불교)
- 제1층, 즉 가운데의 축은 불선근 즉 3독을 나타낸다.
- 제2층은 업을 나타낸다.
- 제3층은 6도를 나타낸다.
- 제4층은 12연기를 나타낸다.
- 윤회의 수레바퀴를 꽉 붙들고 있는 괴물은 실체가 없는 것, 즉 무상·고·공·무아인 것에 대한 집착, 즉 근본무명을 나타낸다.
- 윤회의 수레바퀴 왼쪽 위에 있는 달은 6도윤회로부터 벗어난 상태, 즉 열반, 즉 깨달음을 나타낸다.
- 달을 가리키고 있는 붓다는 6도윤회로부터 벗어나는 것이 가능하다는 것을 나타낸다.

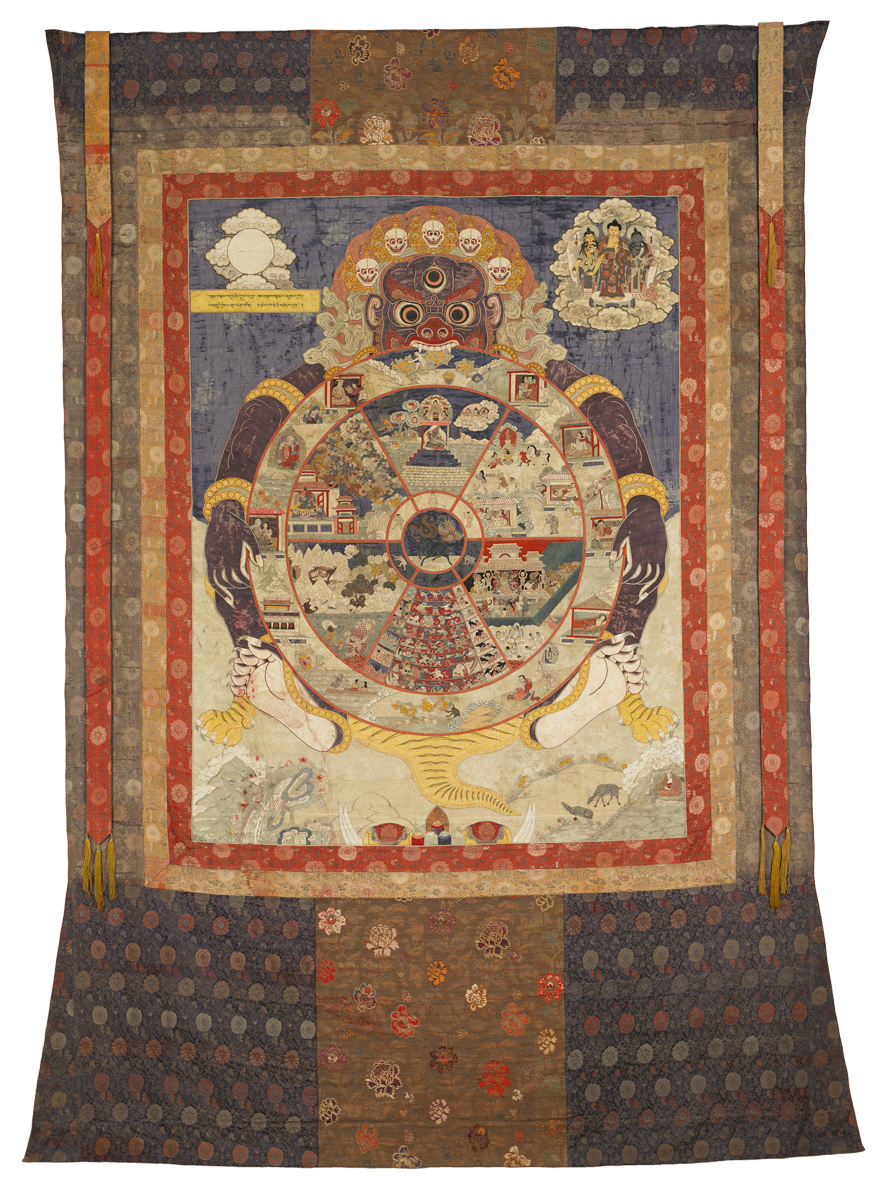
티베트 불교의 6도윤회도(六道輪廻圖, bhavacakra):
- 제1층, 즉 가운데의 축은 불선근 즉 3독을 나타낸다.
- 제2층은 업을 나타낸다.
- 제3층은 6도를 나타낸다.
- 제4층은 12연기를 나타낸다.
- 윤회의 수레바퀴를 꽉 붙들고 있는 괴물은 실체가 없는 것, 즉 무상고공무아인 것에 대한 집착, 즉 근본무명을 나타낸다.
- 윤회의 수레바퀴 왼쪽 위에 있는 달은 6도윤회로부터 벗어난 상태, 즉 열반, 즉 깨달음을 나타낸다.
- 달을 가리키고 있는 붓다는 6도윤회로부터 벗어나는 것이 가능하다는 것을 나타낸다.

6도(六道)는 전통적인 관점에서는, 불교에서 중생이 깨달음을 증득하지 못하고 윤회할 때 자신이 지은 업(業)에 따라 태어나는 세계를 6가지로 나눈 것으로, 지옥도(地獄道) · 아귀도(餓鬼道) · 축생도(畜生道) · 아수라도(阿修羅道) · 인간도(人間道) · 천상도(天上道)를 말한다. '나아가는 세계 또는 장소'라는 뜻의 취(趣)을 써서, 6취(六趣)라고도 한다.
이들 중 앞의 3가지, 지옥도 · 아귀도 · 축생도를 5악 · 10악 · 바라이죄 · 5역죄 등의 불선(악)한 업으로 인해 태어나는, 고통스러운 나쁜 세계 또는 악한 세계 또는 박복한 세계라는 뜻에서 3악도(三惡道) · 3악처(三惡處)  또는 3악취(三惡趣)라고 하며, 간단히 악도(惡道) · 악처(惡處) 또는 악취(惡趣)라고도 한다. 이에 대해 아수라도 · 인간도 · 천상도를 10선과 보시 등의 선한 업으로 인해 태어나는, 3악도 또는 3악취에 비해 상대적으로 좋은 세계 또는 착한 세계 또는 다복한 세계라는 뜻에서 3선도(三善道) 또는 3선취(三善趣)라고 하며, 간단히 선도(善道) · 선처(善處) 또는 선취(善趣)라고도 한다. 그리고 비록 3악도 또는 3악취에 비해 상대적으로 좋은 곳인 3선도 또는 3선취가 있지만 6도 또는 6취 전체는 미계(迷界), 즉 미혹된 상태의 세계, 즉 염오(번뇌)에 물들어 있어 사(事)와 이(理)를 바르게 알고 바르게 행하지 못하고 불선(악)을 비롯한 잘못을 범하는 상태의 세계로서, 모든 염오(번뇌, 특히 근본무명)를 멀리 떠나[遠離] 완전한 깨달음(열반)을 증득한 상태가 아닌 한 완전한 깨달음(열반)을 증득할 수 있을 때까지 계속하여 탄생과 재탄생을 반복하면서 윤회하여 생사의 고통을 받는다는 뜻에서 6도윤회(六道輪迴)라고 한다.
6도(六道) 또는 6취(六趣)는 대체로 3계(三界)와 동일하다고 말할 수 있지만, 정확히 말하면 6도가 3계인 것은 아니다. 그리고, 3계 가운데 욕계에는 6도가 모두 들어 있기 때문에 욕계가 곧 6도인 것으로 오해하는 경우도 있는데, 욕계가 곧 6도인 것은 아니다. 3계와의 관계를 살펴보면, 6도 가운데 천상도를 제외한 나머지 5도는 욕계에 속하며, 천상도의 일부가 욕계에 속하고 천상도의 나머지 부분은 색계와 무색계에 속한다. 달리 말하면, 천상도는 3계에 걸쳐서 존재한다.
현대의 학자들은, 6도(六道)가 깨달음을 증득하지 못한 중생이 태어나는 객관적으로 실재하는 세계일 수도 있겠지만, 깨달음을 증득하지 못한 중생이 주관적으로 경험하는 현실적 · 관념적 세계, 즉 중생의 마음 상태, 의식 상태, 심리 상태, 존재 상태 또는 생존 상태를 말하는 것일 수도 있다고 해석하기도 한다.
역사적으로 불교에서는, 6도(六道) 또는 6취(六趣)에서 아수라도가 빠진, 지옥도 · 아귀도 · 축생도 · 인간도 · 천상도의 5도(五道) 또는 5취(五趣)가 있을 뿐이라고 보는 부파 또는 종파들도 있으며 그렇지 않고  6도(六道) 또는 6취(六趣)가 있다고 보는 부파 또는 종파들도 있다. 부파불교의 설일체유부(說一切有部)는 5도 또는 5취가 있다고 보았으며, 독자부(犢子部)는 6도 또는 6취가 있다고 보았다. 대승경전에서도 5도 또는 5취만을 언급하는 경우가 있는데, 《법화경》에서는 6도 중생(六道衆生)이 있다고 말하고 있으며 대승불교의 주요 인물인 용수는 《대지도론》에서 5도와 6도에 대해 부파마다 의견이 다른데 [부파불교와 대승불교의 여러 경전들과 논서들의] 여러 이치를 자세히 살펴본 결과 6도가 이치에 맞다고 판단된다고 말하고 있다. 한국 · 중국 · 일본 · 티베트 등 동아시아 불교 또는 북방불교에서는 6도가 있다고 본다. 상좌부 불교의 정설은 5도가 있다는 것이다.

## 3계와 6도
6도 또는 6취는 흔히 아래 목록과 같이 하층에서 상층으로, 즉 가장 나쁜 세계 또는 의식 상태로부터로부터 가장 좋은 세계 또는 의식 상태로 나열된다. 6도 또는 6취는 불교의 우주(기세간)인 3계(三界)와 정확히 일치하지는 않는데, 그 이유는 불교의 사후세계로서 다음 세상에 태어나기 전에 일시적으로 머무르는 세계인 중유(中有, 바르도 (불교))가 6도 또는 6취에는 빠져있고 또한, 예를 들어, 축생도의 존재들 즉 동물들은 인간도의 존재들, 즉 인간이 거주하는 세계에 같이 살고 있는데, 이와 같이 거주 장소 면에서 겹치는 것이 있기 때문이다. 반면, 욕계 · 색계 · 무색계의 3계(三界)는 장소 또는 공간 그리고 의식 상태 면에서 서로 섞이지 않으며 엄격히 구분되어 있다.
그럼에도 불구하고 6도 또는 6취는 대체로 3계를 업에 따라 받는 과보라는 관점에서 6가지로 나눈 것이라고 볼 수 있으며, 이런 측면에서 흔히 3계와 병용하여 3계 6도(三界六道), 3계 6취(三界六趣) 등의 표현을 사용한다. 한편, 3계 중 욕계는 다시 크게 지하세계 · 지표세계 · 천상세계로 나뉜다. 그리고 3계 중 색계와 무색계는 욕계의 천상세계보다 더 뛰어난 세계이지만, 6도로 분류할 때는 욕계의 천상세계와 함께 묶어서 천상도 즉 천상세계라고 한다.
6도와 3계를 연결하여 살펴보면 대체로 다음과 같다.
1. 지옥도(地獄道, 산스크리트어: narakagati): 욕계의 지하세계에 속하며, 무거운 악업을 저지른 자가 가는 곳이다.
2. 아귀도(餓鬼道, 산스크리트어: pretagati): 욕계의 지표세계에 속하며, 재물에 인색하거나 음식에 욕심이 많거나 남을 시기 · 질투하는 자가 가는 곳 또는 항상 밥을 구하는 귀신들이 거주하는 곳이며, 인간세계와 장소가 겹친다. 그러나 인간의 눈에 보이지는 않는다.
3. 축생도(畜生道, 산스크리트어: tiryagyonigati): 욕계의 지표세계에 속하며, 온갖 동물들이 사는 곳이며, 인간세계와 장소가 겹친다.
4. 아수라도(阿修羅道, 산스크리트어: asura-gati): 욕계의 지표세계에 속하며, 아수라가 사는 곳이며, 인간세계와 장소가 겹친다. 구체적인 거주처에 대해서는 심산유곡이라고 하는 의견도 있고,[3] 바다 속이라는 의견도 있고,[14] (수미산과 지쌍산 사이의) 바다 밑이라는 의견도 있다.[18]
5. 인간도(人間道, 산스크리트어: manusya-gati): 욕계의 지표세계에 속하며, 인간들이 사는 곳, 즉 인간세계이다.
6. 천상도(天上道, 산스크리트어: deva-gati): 욕계의 천상세계와 색계와 무색계의 모든 하늘[天]들을 통칭한다. 이 세계의 중생(유정)들, 즉 이 세계의 사람들과 존재들을 천인(天人) · 비천(飛天) · 낙천(樂天) · 천신(天神) · 천(天) · 신(神) 또는 데바(deva)라고 한다.[26][27]

## 5도와 6도
불교의 역사에서는 이미 부파불교 시대에 5도 또는 5취가 있는지 아니면 6도 또는 6취가 있는지에 대해 부파마다 의견이 달랐다. 예를 들어, 설일체유부(說一切有部)는 《구사론》에서의 나열 순서와 표현에 따르면,  지옥취(地獄趣) · 방생취(傍生趣: 즉 축생도) · 아귀취(餓鬼趣) · 인취(人趣: 즉 인간도) · 천취(天趣: 즉 천상도)의 5취가 있다는 견해를 가졌다. 이에 비해 독자부(犢子部)는 5취에 아수라취(阿修羅趣: 즉 아수라도) 또는 수라취(修羅趣: 즉 아수라도)가 더해진 6취가 있다는 견해를 가졌다.

## 3선도와 3악도
3선도란, 착한 사람만 갈 수 있는 세계이다. 극락으로 가는 천상도(기독교의 천국에 속한다), 인간 세계에서 태어나는 인간도, 아수라 세계에서 태어나는 아수라도가 속한다. 반면 3악도란 나쁜 사람이 갈 수 있다. 가축으로 태어나는 축생도, 귀신과 괴물이 살고 있는 아귀도, 가장 무거운 죄를 저지른 사람이 가는 지옥도(기독교의 지옥에 속한다)가 있다.

## 같이 보기
- 3도
- 삼도 (불교)

## 참고 문헌
- 곽철환 (2003). 《시공 불교사전》. 시공사 / 네이버 지식백과. |title=에 외부 링크가 있음 (도움말)
- 권오민 (2003). 《아비달마불교》. 민족사.
- 목건련 지음, 현장 한역, 송성수 번역 (K.945, T.1537). 《아비달마법온족론》. 한글대장경 검색시스템 - 전자불전연구소 / 동국역경원. K.945(24-1091), T.1537(26-453). |title=에 외부 링크가 있음 (도움말)
- 세친 지음, 현장 한역, 권오민 번역 (K.955, T.1558). 《아비달마구사론》. 한글대장경 검색시스템 - 전자불전연구소 / 동국역경원. K.955(27-453), T.1558(29-1). |title=에 외부 링크가 있음 (도움말)
- 용수 지음, 구마라습 한역, 김성구 번역 (K.549, T.1509). 《대지도론》. 한글대장경 검색시스템 - 전자불전연구소 / 동국역경원. K.549(14-493), T.1509(25-57). |title=에 외부 링크가 있음 (도움말)
- 운허.  동국역경원 편집, 편집. 《불교 사전》. |title=에 외부 링크가 있음 (도움말)
- (중국어) 목건련 조, 현장 한역 (T.1537). 《아비달마법온족론(阿毘達磨法蘊足論)》. 대정신수대장경. T26, No. 1537, CBETA. |title=에 외부 링크가 있음 (도움말)
- (중국어) 星雲. 《佛光大辭典(불광대사전)》 3판. |title=에 외부 링크가 있음 (도움말)
- (중국어) 세친 조, 현장 한역 (T.1558). 《아비달마구사론(阿毘達磨俱舍論)》. 대정신수대장경. T29, No. 1558, CBETA. |title=에 외부 링크가 있음 (도움말)
- (중국어) 용수 조, 구마라습 한역 (T.1509). 《대지도론(大智度論)》. 대정신수대장경. T25, No. 1509, CBETA. |title=에 외부 링크가 있음 (도움말)}

## 주해
1. 1 2  보다 정확히 말하면,《구사론》에 따르면, 5취(설일체유부에서는 6도(六道) 또는 6취(六趣)가 있는 것이 아니라 5취가 있다고 본다)는 본질적으로 과거의 업에 의해 초래된 이숙생의 과(果)로서의 무부무기(無覆無記), 즉 과거업에 의한 중생(유정)의 갈래(따라서 무부무기임)이지, 지옥의 업으로부터 천상의 업까지의 모든 스펙트럼을 가질 수 있는, 또는 가지고 있는, 현행 상태의 중생(유정)의 갈래가 아니다. 즉, 현재 상태의 사람은 어떤 면에서는 지옥의 업도 갖고 다른 면에서는 천상의 업도 가질 수 있다. 그렇기 때문에 현재 상태의 사람에게 5취 또는 6취라는 말을 쓸 수 없으며, 다만 과거 생의 업에 의해 초래되는 삶을 여러 갈래로 나눈다는 측면에서만 5취 또는 6취라는 말을 쓸 수 있다고 본다. 따라서, 5취 또는 6취는 오직 중생(유정)에게만 해당될 뿐 이숙생이 아닌 무정물, 예를 들어 산하대지, 즉 외적인 기세간(器世間)에는 해당되지 않는다고 본다. 그리고 무부무기(無覆無記)이기 때문에 선(善)과 염오(染污) 그리고 중유(中有)도 해당되지 않는다고 본다. 《구사론》제8권 〈3. 분별세품(分別世品) ①[깨진 링크(과거 내용 찾기)]〉에서 세친은 이러한 내용을 "선(善)과 염오(染污)와 외적인 기세간(器世間)과 중유(中有)는 비록 계(界: 즉 3계)에는 속할 수 있어도 취(趣: 즉 5취 또는 6취)에 속하지는 않는데, 그 이유는 5취의 본질이 오로지 무부무기(無覆無記: 즉 이숙과)일 뿐이기 때문이다"라고 말하고 있다.
2. 1 2  2012년 11월 15일 기준으로, 중국어 위키백과와  영어 위키백과를 보면 6도가 3계 중의 욕계에만 속한 것으로 오해할 수 있는 설명을 하고 있는데, 주의가 요청된다.
중국어 위키백과의 2012년 11월 15일 현재의 최신판인 "2012年10月18日 (四) 15:16 판"에는 다음과 같이 기술하고 있는데, 6도가 곧 욕계인 것으로 설명하고 있다.

"六道（梵文：कर्मन्धातु kāma-dhātu），又名六趣、六凡或六道輪迴，佛教名詞，意指六種欲界眾生的種類型態或者說是境界，也是在凡夫眾生輪迴之道途。"

영어 위키백과의 2012년 11월 15일 현재의 최신판인 "15:09, 13 October 2012 판"에서는 욕계 안에 5도 또는 6도가 있다고 말함으로써 6도가 곧 욕계라고는 말하고 있지 않지만, 천상도에 색계와 무색계도 포함된다는 언급을 빠뜨림으로써 마치 욕계가 곧 6도인 것처럼 오해할 수 있게 하고 있다.

욕계의 대응 영어 낱말인 "Desire realm"이라는 제목 하에, "Within the desire realm are either five or six domains (S.: gati, also sometimes translated as "realm"). In Indo-Tibetan Mahāyāna Buddhism there are six domains (Standard Tibetan: rigs drug gi skye gnas) and in Theravada Buddhism there are only five, because the domain of the asuras is not regarded as separate from that of the devas. Taoism also features the five realms."라고 기술하고 있으며, 그리고 "The Six Domains" 문단에서는 다음과 같이 기술하고 있다.

"The six domains of the desire realm are as follows:
  - the god (Sanskrit, Pali: deva) domain
  - the jealous god (S., P.: asura) domain
  - the human (S. manuṣya, P. manussa) domain
  - the animal (S. tiryagyoni, P. tiracchānayoni) domain
  - the hungry ghost (S. preta, P. petta) domain
  - the hell (S: naraka, P. niraya) domain"